# Akal Takht
L'Akal Takht (en panjabi: ਅਕਾਲ ਤਖ਼ਤ) és el principal centre d'autoritat religiosa del sikhisme en l'Índia. L'edifici està situat a Amritsar, davant del Temple Daurat. També serveix com a seu del partit polític Akali. Des que la sèrie de gurus va acabar en 1708, la comunitat sikh ha tingut diferències religioses i polítiques, que es van resoldre en assemblees efectuadesdavant de l'Akal Takht. En el segle xx, les congregacions locals van començar a aprovar resolucions sobre afers i normes de conducta de la doctrina sikh, els afers que generen controvèrsia, poden ser solucionats en l'Akal Takht. L'edifici fou greument danyat el 1984, quan l'Exèrcit de l'Índia va atacar el Temple Daurat. L'Akal Takht va ser reconstruït.